# 山本和之
山本 和之（やまもと かずゆき、1952年3月19日 - ）は、元NHKのアナウンサー。

## 来歴・人物
青森県弘前市出身。青森県立弘前高等学校を経て早稲田大学を卒業後、1977年入局。これまでに、仙台や東京アナウンス室などで勤務し、報道系統の番組を長らく担当した。NHK特集『地球大紀行』では案内役を務めた。
その後、地元であるNHK弘前支局長を経て、現在はNHK文化センター弘前支社長を務めている。
また、弘前ねぷたまつり審査員を歴任している。

## 過去の担当番組
- NHKナイトワイド
- にっぽん水紀行（語り）
- イブニングネットワークおかやま（キャスター）
- NHKジャーナル
- NHK特集「地球大紀行」
- メディアと教育
- キーパーソンズ・今週の主役
- YOUゆうみやぎ
- ウィークエンド東北
- 名作をポケットに（ナレーション）